# Богоугодные заведения
Богоугодные заведения — название благотворительных учреждений, принятое в России в XIX — начале XX века.
Пособия для бедных и сирот (как государственные, так и частные) были введены ещё в конце I века нашей эры в Древнем Риме. Однако благотворительность, как дело «угодное богу», и соответствующие заведения появились вместе с победой христианства, когда возникли орфанотрофии (сиротопитательные дома), геронтокомии (дома призрения для престарелых), нозокомии (больница), брефотрофии (воспитательные дома), ксеннодохии (странноприимные дома), которых во времена языческой империи совсем не существовало. Развитие всех этих учреждений, основанных церковью и получивших название pia corpora или piae corporae, было обеспечено привилегиями, дарованными церкви, которой Константин предоставил (321) право принимать дары для верных, а император Лев (469) — право приобретать имущества по завещаниям. От церкви эти права перешли и на находившиеся в её попечении богоугодного заведения, а с течением времени и всякое богоугодное заведение получило право приобретать и владеть имуществом и стало рассматриваться как юридическое лицо.